# The Hunt for Gollum
The Hunt for Gollum is een fantasyfilm van regisseur Chris Bouchard, geproduceerd in 2009. Het is een fanfilm gebaseerd op In de ban van de ring van J.R.R. Tolkien en vertelt een verhaal uit een van de eerste hoofdstukken van het boek De Reisgenoten (The fellowship of the Ring).
Het is een ongeautoriseerde en onofficiële film, die grotendeels in de stijl van Peter Jacksons verfilming The Lord of the Rings is opgenomen. De film duurt 38 minuten en werd in high-definition opgenomen in Epping Forest in Noord-Wales en Hampstead Heath in Londen. De productiekosten bedroegen $ 5.000 (USD). De film is gratis beschikbaar op internet en was in augustus 2011 al tien miljoen keer bekeken.

## Het verhaal
Deze film is gebaseerd op The Lord of the Rings-boeken van J.R.R. Tolkien.
Het verhaal speelt zich af in Midden-aarde, 17 jaar na de 111e verjaardag van Bilbo Balings en vlak voordat Frodo Balings de Gouw verlaat om naar Rivendel te gaan. Gandalf (Patrick O'Connor) vreest dat Gollum informatie over de Ring zal geven aan Sauron. Daarom stuurt Gandalf Aragorn (Adrian Webster), erfgenaam van Isildur, op zoektocht naar Gollum.
Tijdens het zoeken kruist Aragorns pad dat van Arithir (Arin Alldridge), een bloedverwant, die beweert geruchten te hebben gehoord van een schepsel dat vis steelt. Aragorn en Arithir gaan uit elkaar en Aragorn doodt een aantal Ork-verkenners in het bos. Kort daarna vindt hij Gollum, die vis aan het eten is. Aragorn vangt Gollum met een valstrik.
Met Gollum in een zak wil Aragorn naar het Demsterwold gaan om onderdak te zoeken. Onderweg ziet Aragorn een van de Nazgûl in het bos, maar hij weet deze te vermijden. Later op de dag wordt hij aangevallen door een groep Orks, die hij weet te verslaan. Na het gevecht stort hij neer in de bloemen en krijgt een visioen van zijn geliefde Arwen (Rita Ramnani).
Als Aragorn weer wakker wordt ontdekt hij dat Gollum is ontsnapt uit de zak. Zijn zoektocht duurt tot diep in de nacht, maar dan vindt hij Gollum in een boom. Gollum zegt dat er Nazgûl in de buurt zijn. Een seconde later wordt hij aangevallen door een van hen. Na een kort gevecht vlucht de Nazgûl door felle lichten. Deze komen van de boselfen van Demsterwold. De Elfen nemen Gollum over en begeleiden Aragorn naar hun vesting.
Gandalf is in het Demsterwold en ondervraagt Gollum. Daarna vertelt hij aan Aragorn dat Gollum weet van de Balingsen en de Gouw. Gandalf gaat Frodo waarschuwen en Aragorn zegt dat ze elkaar ontmoeten in Breeg, Gandalf is het hiermee eens. De film eindigt in de kerker waar Gollum tegen zichzelf spreekt en zegt dat hij de Balingsen gaat doden en dat hij de Ring weer over gaat nemen.
Het vervolg op deze film wordt verteld in The Lord of the Rings: The Fellowship of the Ring en de rest van de Lord of the Rings-serie.

## Cast
| Personage              | Acteur                                                     |
| ---------------------- | ---------------------------------------------------------- |
| Aragorn                | Adrian Webster                                             |
| Gandalf                | Patrick O'Connor                                           |
| Arithir                | Arin Alldridge                                             |
| Arwen                  | Rita Ramnani                                               |
| Gollum (stem)          | Gareth Brough, Jason Perino                                |
| Gollum                 | Matthew Cunningham, Christopher Dingli, Francesco San Juan |
| Goblok, een Ork-leider | Gareth Brough                                              |
| Elf uit Mirkwood       | Max Bracey                                                 |
| Dabgash                | Dan Styles                                                 |
| Ork                    | Joshua Kennedy                                             |
| Nazgûl                 | Emma Hunt, Ross Morrisson                                  |
| Boze dorpsbewoner      | Lisa Rost-Welling                                          |